# Robertianella platychaeta
Robertianella platychaeta är en ringmaskart som beskrevs av Detinova 1986. Robertianella platychaeta ingår i släktet Robertianella och familjen Polynoidae. Inga underarter finns listade i Catalogue of Life.